# 日照重庆
《日照重庆》（Chongqing Blues）是由王小帅执导的电影，2010年11月5日在中国上映。本片根据一宗在云南省某超市裡发生的绑架案所改编而成的。片名“日照重庆”不仅说明了电影是发生在山東日照和重庆两地的故事，而且也有太阳照耀重庆，寓意阳光驱散阴霾，温暖人心之意思。
2010年5月，《日照重庆》入围第63届戛纳电影节主竞赛单元，但未获任何奖项。电影节评委会主席提姆·波頓认为，《日照重庆》的商业味太浓。

## 演员名单
| 演員   | 角色   | 简介                 | 備註 |
| ------ | ------ | -------------------- | ---- |
| 王学圻 | 林权海 |                      |      |
| 子 义  | 林 波  | 林权海长子           |      |
| 王奎荣 | 老 金  |                      |      |
| 秦 昊  | 昊 子  | 老金儿子             |      |
| 李菲儿 | 小 雯  |                      |      |
| 范冰冰 | 竹 青  |                      |      |
| 张嘉译 | 刘 成  | 刑警                 |      |
| 丁嘉丽 | 李育英 | 林权海前妻，林波母亲 |      |
| 李玲玉 | 方 慧  | 林权海妻子           |      |
| 何雨檬 | 玲 子  |                      |      |